# Artomyces carolinensis
Artomyces carolinensis är en svampart som beskrevs av Lickey 2003. Artomyces carolinensis ingår i släktet Artomyces och familjen Auriscalpiaceae.   Inga underarter finns listade i Catalogue of Life.